# Upp med ridån
Upp med ridån är en amerikansk musikalfilm från 1950 i regi av Charles Walters.
Detta blev Judy Garlands sista film för MGM. Vid denna tid var hon en minst sagt problematisk stjärna. Inspelningarna började i november 1949 och man spelade in mellan 13.00 och 19.00 för att det skulle passa hennes dagsrytm. Gene Kelly var från början inte intresserad av filmen, men accepterade rollen som en personlig tjänst åt Garland. Hennes hälsa var mycket dålig, och det tog sex månader att spela in filmen.
Efter inspelningen blev det klart att man behövde ytterligare en sång, det blev Get Happy som avslutar filmen. Garland hade då haft några veckors semester och var i bättre form än tidigare. Skillnaden mot resten av filmen är så påtaglig att många trodde att numret hade spelats in flera år tidigare.
Filmen hade svensk premiär den 22 januari 1951.